# The Satan Bug
The Satan Bug is een Amerikaanse thriller uit 1965 onder regie van John Sturges.

## Verhaal
Een gestoorde man steelt dodelijke virussen uit een Amerikaans onderzoekslab voor biologische wapens. Hij dreigt daarmee de gehele bevolking van Los Angeles in één klap uit te moorden. Op die manier wil hij de Amerikaanse regering onder druk zetten.

## Rolverdeling
| Acteur           | Personage              |
| ---------------- | ---------------------- |
| George Maharis   | Lee Barrett            |
| Richard Basehart | Dr. Gregor Hoffman     |
| Anne Francis     | Ann Williams           |
| Dana Andrews     | Generaal Williams      |
| John Larkin      | Dr. Leonard Michaelson |
| Richard Bull     | Eric Cavanaugh         |
| Frank Sutton     | Donald                 |
| Edward Asner     | Veretti                |
| Simon Oakland    | Tasserly               |
| John Anderson    | Agent Reagan           |
| John Clarke      | Luitenant Raskin       |
| Hari Rhodes      | Luitenant Johnson      |
| Martin Blaine    | Handlanger             |
| Henry Beckman    | Dr. Baxter             |
| Harry Lauter     | Valse SDI-agent        |